# Foxe Channel
Foxe Channel är ett sund i Kanada som förbinder Foxe Basin med Hudsonsundet och vidare ut mot Labradorhavet i Atlanten.